# That’s the Way (I Like It)
That’s the Way (I Like It) ist ein Lied, das zunächst als Hit der Band KC and the Sunshine Band 1975 bekannt wurde.

## Hintergrund
That’s the Way (I Like It) wurde von Harry Wayne Casey (alias KC) und Richard Finch geschrieben. Der Titel wurde ursprünglich in einer Version aufgenommen, die unverkennbar einen Dialog während einer sexuellen Handlung darstellte. Ersichtlich war dies in erster Linie durch die Alternation im Refrain, bei der sich die männliche Stimme, die die Titelzeile (frei übersetzt: „so mag ich es“) sang, mit dem weiblichen Gesangspart abwechselte; das laute und intensive „un-huh“ kam dabei einem Stöhnen gleich. Obwohl Casey vom Hit-Potential dieser Version überzeugt war, schien ihm ein Skandal wegen dieser gewagten Interpretation absehbar, so dass er das Lied deutlich entschärfte. Die veröffentlichte Fassung war weit ausgelassener, und die zuvor expliziten Passagen im Refrain klangen nun wie Freudenschreie. Viele Kritiker sahen aber selbst in der geänderten Version noch eine sexuelle Anspielung, da der Text für sie nach wie vor zweideutig war.

I had to cool it down. The „un-huhs“ were more like a groaning and moaning and I had to clean that up considerably. It was 1975 and I just thought it was a little too risqué.

„Ich musste es entschärfen. Die ,un-huhs‘ wirkten wie ein Ächzen und Stöhnen, das musste ich stark bereinigen. Ich dachte, dass es für 1975 halt etwas zu gewagt war.“

The best way I can explain the song is a ‘huge explosion of celebration’.

„Für mich lässt sich das Lied am ehesten als große Stimmungsexplosion beschreiben.“

That’s the Way (I Like It) entsprach dem typischen Miami-Sound der Band. Hervorstechende Merkmale des Titels waren das Arrangement der Bläser und die im Vordergrund stehenden weiblichen Stimmen. Der Titel wurde durch eine fröhliche und ausgelassene Grundstimmung geprägt, die gerade bei Live-Auftritten allgegenwärtig war.

## Kommerzieller Erfolg

### Chartplatzierungen
That’s the Way (I Like It) wurde als zweite Single aus dem den Bandnamen tragenden Album KC and the Sunshine Band veröffentlicht. Das Lied erreichte im November 1975 die Top-Position der US-Charts, was nach Get Down Tonight den zweiten Nummer-eins-Hit der Band bedeutete. Nachdem der Titel nach nur einer Woche durch Fly, Robin, Fly von Silver Convention vom ersten Platz verdrängt wurde, gelang drei Wochen später der erneute Sprung an die Spitze – That’s the Way (I Like It) gehört damit zu den wenigen Titeln, die zu zwei voneinander getrennten Zeitpunkten die Top-Position der US-Charts belegen konnten. In Kanada und den Niederlanden belegte die Single ebenfalls den ersten Platz, darüber hinaus erreichte sie in vielen weiteren Ländern die Top 10. Eine von KC and the Sunshine Band 1991 veröffentlichte Remix-Version war hingegen weit weniger erfolgreich; in den britischen Charts kam sie nicht über Platz 59 hinaus.
Original-Version
| ChartsChartplatzierungen       | Höchstplatzierung | Wochen |
| ------------------------------ | ----------------- | ------ |
| Deutschland (GfK)              | 20 (19 Wo.)       | 19     |
| Vereinigte Staaten (Billboard) | 1 (16 Wo.)        | 16     |
| Vereinigtes Königreich (OCC)   | 4 (10 Wo.)        | 10     |

| ChartsJahrescharts (1976)      | Platzierung |
| ------------------------------ | ----------- |
| Vereinigte Staaten (Billboard) | 45          |

Re-Master Mix 1991
| ChartsChartplatzierungen     | Höchstplatzierung | Wochen |
| ---------------------------- | ----------------- | ------ |
| Vereinigtes Königreich (OCC) | 59 (2 Wo.)        | 2      |

### Auszeichnungen für Musikverkäufe
| Land/Region                  | Auszeichnungen für Musikverkäufe (Land/Region, Auszeichnung, Verkäufe) | Verkäufe  |
| ---------------------------- | ---------------------------------------------------------------------- | --------- |
| Australien (ARIA)            | Gold                                                                   | 35.000    |
| Kanada (MC)                  | Platin                                                                 | 150.000   |
| Vereinigte Staaten (RIAA)    | Platin                                                                 | 1.000.000 |
| Vereinigtes Königreich (BPI) | Silber                                                                 | 200.000   |
| Insgesamt                    | 1× Silber · 1× Gold · 2× Platin ·                                      | 1.385.000 |

## Kommerzielle Verwendung
- In Werbespots: Crunchie (Schokoriegel), Crest (Zahnpasta), Burger King und  Swiss Lotto
- In Filmen: Starsky & Hutch, Happy Feet, Urmel voll in Fahrt, Nachts im Museum 2, Toy Story 3, Natürlich blond, Avenging Angelo, Geständnisse
- In Videospielen: Dance Dance Revolution (1998), Unison: Rebels of Rhythm & Dance (2001)

## Coverversionen
Zahlreiche Interpreten haben das Lied gecovert oder ein Sample für ihre eigenen Titel verwendet. Am bekanntestes sind die Versionen der Soul-Sängerin Madeline Bell und der britischen New-Wave-Gruppe Dead or Alive. Der US-Musiker Dino wandte sich 1988 der ursprünglichen Fassung des Titels zu, die sexuellen Anspielungen waren bei ihm indes deutlich direkter als beim Original vierzehn Jahre zuvor (trotz offensichtlicher Anlehnung verzichtete er allerdings auf die Erwähnung der beiden Urheber). Die Nummer, schlicht I Like It betitelt, erreichte Platz 7 der US-Charts, was Caseys Auffassung zum möglichen Erfolg der skandalöseren „Ur-Version“ im Nachhinein bestätigte. Dass der Titel auch in den 1990er-Jahren nichts von seiner Popularität eingebüßt hatte, bewies die Cover-Version der britischen Dance-Formation Clock, die es in Großbritannien bis auf Platz 11 schaffte.

### Auswahl Covers/Samples
- 1976: Madeline Bell
- 1984: Dead or Alive
- 1988: Edelweiss (Sample bei Bring Me Edelweiss)
- 1990: 2 Live Crew (Sample bei Face Down, Ass Up)
- 1991: Vanilla Ice (Sample bei V.I.P. Posse One By One)
- 1996: Spin Doctors feat. Biz Markie (auf dem Soundtrack zum Film Space Jam)
- 1998: Clock
- 1999: Sidestep feat. Anita Davis
- 2002: Beyoncé Knowles (Interpolation bei Hey Goldmember, Titeltrack zum Film Austin Powers in Goldständer)
- 2005: DJ Kama vs KC & The Sunshine Band
- 2006: Pet Shop Boys (Sample bei Party Song)
- 2011: 50 Cent feat. Tony Yayo – I Just Wanna
- 2018: Raymond „Pig“ Watts mit Sasha Grey[14]